# 梅泽拉尔
梅泽拉尔（法語發音：[mɛtsəʁal] ⓘ）是法国上莱茵省的一个市镇，属于科尔马-里博维莱区。

## 地理
梅泽拉尔（48°0'44"N, 7°4'13"E）面积30.43 平方千米，位于法国大東部大區上莱茵省，该省份为法国东部内陆省份，是阿尔萨斯的一部分，今与下莱茵省组成了阿尔萨斯欧洲集体，其北临下莱茵省，西接孚日省，西南接贝尔福地区省，东侧沿莱茵河与德国相望，南与瑞士接壤。
与梅泽拉尔接壤的市镇（或旧市镇、城区）包括：林塔勒、吕唐巴克普雷曼斯泰、曼斯泰河畔米尔巴克、米特拉克、奥德伦、维尔登什泰因、克吕特、什托斯维尔、拉布雷斯。
梅泽拉尔的时区为UTC+01:00、UTC+02:00（夏令时）。

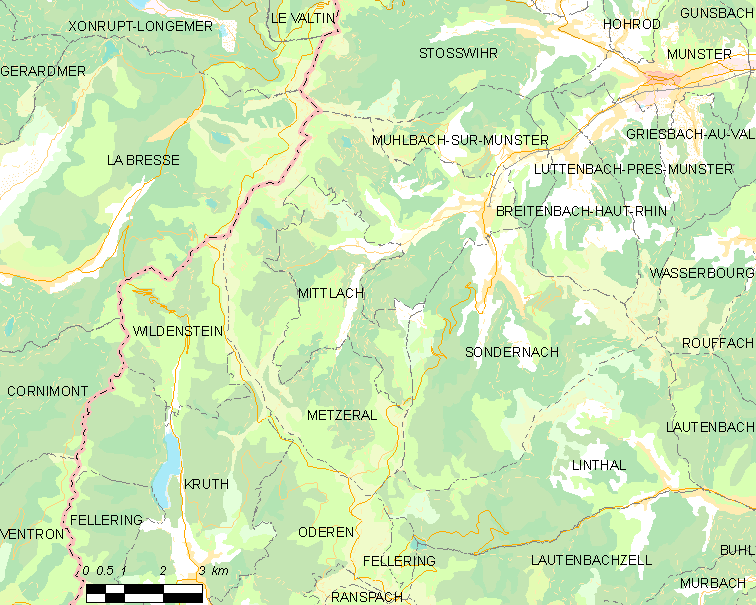
梅泽拉尔的OSM定位图

## 行政
梅泽拉尔的邮政编码为68380，INSEE市镇编码为68204。

## 政治
梅泽拉尔所属的省级选区为温策奈姆县。

## 人口

1962-2008年间梅泽拉尔人口变化图示

梅泽拉尔于2022年1月1日时的人口数量为1051人。